# PitaTen
PitaTen (jap. ぴたテン) ist eine Manga-Serie der japanischen Manga-Zeichnerin Koge-Donbo.

## Handlung
Der Junge Kotaro begegnet eines Tages auf dem Schulweg einem ungewöhnlichen Mädchen namens Misha, das gerade neben ihm eingezogen ist. Misha behauptet, ein Engel zu sein und will ihm von nun an die verstorbene Mutter ersetzten. Kotaro, dessen Vater ständig auf Geschäftsreisen unterwegs ist, passt das gar nicht, da Misha sich als Chaotin bei der Hausarbeit entpuppt. Dann zieht auch die geheimnisvolle Shia bei Misha ein, da beide recht einsam sind. Doch das Mädchen ist Kotaro mehr als verdächtig, da er in ihrer Nähe schreckliche Kopfschmerzen bekommt.
Zudem muss sich Kotaro auf seine Prüfung vorbereiten, um an einer höheren Schule angenommen zu werden. Doch meistens kommt er nicht zum Lernen, wenn Misha mal wieder eines ihrer Feste feiert. Doch mit der Unterstützung seiner Freunde Uematsu und Ten-chan schafft er alles.

## Charaktere
Misha, das sonderbare Mädchen, das neben Kotaro wohnt, behauptet, ein Engel zu sein. Es häufen sich die sonderbaren Augenblicke und eines Tages zeigt sie Kotaro ihre Flügel. Ihr größter Wunsch ist es, ein richtiger Engel zu werden und Kotaro glücklich zu machen. Da sie aber noch kein richtiger Engel ist, dazu ist sie noch nicht genug ausgebildet, werden ihre Versuche, Kotaro zu helfen, meistens zu Katastrophen, die alles nur noch schlimmer machen. Sie wird mit der Zeit vernünftiger und erkennt langsam, wie sie Kotaro wirklich helfen kann.
Kotaro ist ein ziemlich cooler Sechstklässler. Er hat seine Mutter recht früh bei einem Autounfall verloren, bei dem er anwesend war und nur überlebt hat, weil ihn seine Mutter gerettet hat. Für ihn war es ein traumatisches Erlebnis. Als Misha auftaucht und für ihn die Mutter spielen will, ist er nicht gerade begeistert und gibt ihr das auch deutlich zu verstehen, was sie nicht im Geringsten stört. Da Kotaros Vater oft geschäftlich unterwegs ist, ist er meistens allein zu Hause und muss für sich selber sorgen, was ihm auch recht gut gelingt. Da Misha seine Nachbarin ist, wird es bei ihm nie langweilig, dadurch hat er aber auch nie seine Ruhe, gerade dann nicht, wenn er sie dringend braucht.
Shia ist ebenfalls Kotaros Nachbarin und eine ausgezeichnete Köchin. Anfangs hat Kotaro bei ihr ein ungutes Gefühl, sie ist ihm unheimlich und er bekommt immer Kopfschmerzen, wenn er sie sieht, aber mit der Zeit lernt er sie richtig kennen und mag sie auch sehr gerne.
Nyaa ist die Katze von Shia. Sie meint immer, dass Shia zu lieb ist, und zwingt sie immer, böse Sachen zu machen ...
Ten-chan, Uematsu, Shino, Sasha, Hiroshi und Kaoru
Sasha ist Mishas Schwester und war anfangs überrascht über Kotaro, weil er sie sehen konnte. Danach war sie sehr eifersüchtig auf Kotaro, weil sie behauptet, Kotaro störe Mishas Engelausbildung. Am Ende zeigte sie ihm etwas Schreckliches, aber auch die Wahrheit.
Ten-chan ist ein sehr guter Schüler, der sehr beliebt an seiner Schule ist. Meistens hängt er mit Kotaro, Uematsu, Misha und Shia herum. Er ist verliebt in Shia und kann Hiroshis Art zu Shia nicht aushalten. Hiroshi nennt sie „Daemon“ und behauptet, dass es die Wahrheit ist. Man glaubt, Ten-chan sei perfekt, weil er immer sehr gute Noten hat und sehr beliebt ist, aber in Wirklichkeit hat er Probleme.
Shino ist Kotaros Cousine und hat Angst vor Shia. Sie mag Misha sehr gern. Sie wohnt noch bei ihrem Großvater und besucht manchmal Kotaro. Im Anime wird sie aber von ihrem Vater, aber zu Kotaru gebracht, weil dieser ins Krankenhaus muss.
Hiroshi Mitarai hasst Ten-chan, weil er immer eine Zeile runter ist bei Tests. Er ist ein sehr reicher Junge aus einer ehrwürdigen Familie. Er wollte immer besser als Ten-chan sein. Er liebt Misha und kann Shia nicht leiden. Die Schriftzeichen seines Nachnamens (御手洗) bedeuten „Toilette“, werden dann aber o-tearai gelesen.
Kaoru ist Hiroshis Schwester und ist total verknallt in Ten-chan. Anfangs verwechselte sie Ten-chan mit Kotaro und griff Kotaro dauernd an. Sie ist eine gute Freundin für Koboshi Uematsu und Misha. Sie kann sehr gut Süßes backen.

## Veröffentlichungen

### Manga
Die insgesamt achtbändige Serie erschien in Japan von 1999 bis 2003 in Media Works’ Manga-Magazin Dengeki Comic Gao! und wurde in Deutschland von 2002 bis August 2004 von Egmont Manga und Anime veröffentlicht.

### Anime
Neben dem Manga gibt es eine 26-teilige Animeserie nach Vorlage des Mangas. Produziert wurde die Serie von der Firma BROCCOLI. Die Serie wurde zwischen April und September 2002 erstmals auf TV Tokyo ausgestrahlt. Die Musik stammt von Hikaru Nanase.
Übersetzungen existieren in Spanisch und Portugiesisch.

### Artbook
Zu Pita-Ten erschienen mehrere Artbooks. Das PitaTen Postcard Gashū (ぴたテン ポストカード画集; ISBN 4-8402-2081-6) erschien im Februar 2002, PitaTen Tanoshimi Kata Vol. 1 (ぴたテンの楽しみ方 Vol.1; ISBN 4-8402-1968-0) im August 2002, Band 2 (ISBN 4-8402-2244-4) im Dezember 2002, sowie Kogedon PitaTen Gashū (コゲどんぼ画集 ぴたテン; ISBN 4-8402-2542-7) im Dezember 2003.
Letzteres, 122-seitige Artbook, erschien auch auf Englisch am 9. Mai 2006 bei Tokyopop USA, daneben auch in französischer Sprache.

### Hörspiele und Light Novel
2002 wurden zwei Radiohörspiele bei Radio Ōsaka und Nippon Cultural Broadcasting ausgestrahlt. Eine 3-teilige Light Novel, geschrieben von Yukari Ochiai mit einer Cover-Gestaltung von Koge-Donbo und Illustrationen von Rina Yamaguchi, erschien von 2002 bis 2003 bei Dengeki G's Bunko.